# O samă de cuvinte
O samă de cuvinte este o operă a lui Ion Neculce, care cuprinde 42 de legende cu un conținut educativ și o narațiune simplă după cum spune și Alexandru Piru în "Istoria literaturii române de la origini până la 1830: „Ceea ce face farmecul legendelor lui Neculce este conținutul lor educativ fără ostentație sau cumpănit anecdotic, epicul cuminte, bătrânesc, narațiunea simplă, populară. Este lesne de înțeles de ce legendele din O samă de cuvinte au fost atât de citite și prelucrate de scriitorii din secolul următor. Aceștia au găsit fără multă zăbavă subiecte de-a gata, necesitând doar versificația pentru a fi transformate în cântece, balade sau poeme. De cele mai multe ori, însă, observație care nu s-a făcut, legendele lui Neculce pierd din autenticitate în prelucrările poeților, păstrându-și mai departe adevăratul parfum numai în original.”